# هانس-دیدریش فون تیزنهاوزن
هانس-دیدریش فرایهر فون تیزنهاوزن (به آلمانی: Hans-Diedrich Freiherr von Tiesenhausen) (۲۲ فوریه ۱۹۱۳ – ۱۷ اوت ۲۰۰۰) نظامی اهل آلمان در دوره رایش سوم بود که در جریان جنگ جهانی دوم در کریگس‌مارینه خدمت کرد.

## زندگی
هانس-دیدریش فون تیزنهاوزن روز ۲۲ فوریه سال ۱۹۱۳ در ریگا زاده شد. سال ۱۹۳۴ به عنوان افسر دانشجو به کریگس‌مارینه پیوست. ماه آوریل سال ۱۹۳۷ با درجه ناوبان دومی فارغ‌التحصیل شد و خدمت خود را بر عرشه شناورهای سطحی همچون ناوهای کارلسروهه و نونبرگ، آغاز کرد. ماه آوریل سال ۱۹۳۹ به درجه ناوبان یکمی ترفیع گرفت و ماه اکتبر همان سال وارد دوره آموزشی در دانشکده او-بوت شد.
خدمت او در ناوگان او-بوت‌ها در او-۲۳ از نوع ۲ب به عنوان افسر دوم دیده‌بان آغاز شد. ناوسروان اتو کرچمر فرمانده این او-بوت بود. فون تیزنهاوزن چهار گشت رزمی را در او-۲۳ تجربه کرد که در جریان آن پنج کشتی تجاری و یک ناوشکن دشمن غرق شدند. به جهت نقش او در این موفقیت‌ها، نشان درجه ۲ صلیب آهنین به فون تیزنهاوزن اعطا گردید. در ادامه به او-۹۳ منتقل شد و در جایگاه افسر نخست قرار گرفت.
پس از گذراندن یک دوره فرماندهی او-بوت، ماه آوریل سال ۱۹۴۱ هدایت او-۳۳۱ از نوع ۷سی به فون تیزنهاوزن سپرده شد. نخستین گشت رزمی او با این او-بوت از ماه ژوئیه در آب‌های اطراف آزور در اقیانوس اطلس صورت پذیرفت. با وجود نزدیک شدن به کشتی‌های دشمن، در این زمان نتوانست موفقیتی حاصل کند. در یک اقدام دشوار از تنگه جبل‌الطارق گذر کرد و وارد مدیترانه شد. با عمل از پایگاه دریایی لا اسپتزیا در ایتالیا، دومین گشت رزمی خود را از ماه سپتامبر آغاز نمود. این بار نیز با وجود چند تلاش باز هم نتوانست دستاوردی داشته باشد. در سومین گشت رزمی در ماه نوامبر، مأمور به پیاده کردن یک گروه از نیروها در پشت خطوط دشمن شد. هنگام بازگشت با کاروانی از سه نبردناو بریتانیایی با چندین ناوشکن محافظ مواجه گشت. با تعقیب این کاروان به دنبال فرصتی برای رخنه در آن بود. در یک عمل متهورانه در عمق پریسکوپ از بین دو ناوشکن دشمن گذشت و وارد حریم بین آن‌ها شد. از فاصله تنها ۱۰۰۰ متری تمامی چهار اژدر او-بوت را به سمت نبردناو میانی شلیک کرد. در اثر کاهش ناگهانی وزن جلوی او-بوت دماغه آن به سمت بالا کشیده شد. پیش از آن که بتواند به شناور تعادل ببخشد برجک آن دقیقاً در مقابل وَلیِنت، سومین نبردناو، از سطح آب بیرون زد. او-بوتِ فون تیزنهاوزن توسط دشمن شناسایی شد و ولینت بلافاصله سعی کرد خود را به آن بکوبد. به هر صورت شعاع بزرگ دایره چرخش نبردناو دشمن فرصت کافی را به فون تیزنهاوزن جهت گریز داد. برای اجتناب از حمله ناوشکن‌های دشمن با یک شیرجه ناگهانی به زیر آب رفت اما با گیر کردن عمق‌سنج در عدد ۸۰ متر دیگر برای خدمه مشخص نبود او-بوت در چه عمقی است. با ادامه شیرجه فشار آب موجب به صدا افتادن بدنه او-بوت شد تا این که عمق‌سنج کمکی دیگری عمق بیش ۲۵۰ متری، حداکثر عمق ایمن برای بدنه او-بوت‌های نوع ۷، را نشان داد. فون تیزنهاوزن او-بوت را در همان عمق نگاه داشت تا شناورهای دشمن دست از جست‌وجو به دنبال آن بکشند. پس از امن شدن روی آب، او-بوت به سطح بازگشت و فون تیزنهاوزن گزارش اصابت اژدر به یک نبردناو دشمن را به فرماندهی عالی فرستاد. با توجه به این که در گیر و دار گریز، مشاهده‌ای صورت نگرفته و تنها صدای انفجار اژدر به گوش رسیده بود، سخنی از غرق شدن آن نبردناو نیاورد. به هر صورت چند هفته بعد مشخص شد او-بوت فون تیزنهاوزن نبردناو بریتانیایی برهم را در این واقعه غرق کرده‌است. به جهت این موفقیت بزرگ نشان عالی صلیب شوالیه صلیب آهنین روز ۲۷ ژانویه سال ۱۹۴۲ به او اعطا گردید.
فون تیزنهاوزن با او-۳۳۱ در مدیترانه باقی ماند اما در شش گشت رزمی بعدی خود هیچ موفقیت دیگری به دست نیاورد. در دهمین گشت رزمی با این او-بوت، روز ۷ نوامبر سال ۱۹۴۲ به کاروانی از کشتی‌های دشمن که در حال پشتیبانی از عملیات تورچ، پیاده‌سازی نیروهای متفقین در شمال آفریقا، بودند، حمله برد و توانست یواس‌اس لیدزتاون، کشتی تهاجم آبی-خاکی آمریکایی را غرق کند. او-بوت او خود روز ۱۷ نوامبر در آب‌های شمال الجزایر مورد حمله یک بمب‌افکن هادسن دشمن قرار گرفت و در اثر اصابت خرج عمقی به آن به شدت آسیب دید. با گیر کردن دریجه جلویی و آسیب‌دیدگی موتور دیزل و بخشی از باتری‌ها، او-بوت دیگر نمی‌توانست به عمق برود. در اثر حمله دو هواگرد دیگر قابلیت چرخش او-بوت نیز از دست رفت. فون تیزنهاوزن به تمامی خدمه جز تعداد اندکی از آن‌ها دستور داد جلیقه‌های نجات خود را بپوشند و برای رها کردن شناور در عرشه رویی آن جمع شوند. چندین تن از خدمه در اثر حملات هوایی دیگری کشته شدند. فون تیزنهاوزن به نشانه تمایل به تسلیم، پرچم سفید برافراشت تا از کشته شدن مابقی افرادش جلوگیری کند. او-بوت به صورت پشت‌پشت به سمت ساحل در فاصله حدود ۲۰ کیلومتری رفت. در این حین اسناد سری منهدم و شناور برای غرق شدن توسط خدمه آماده شد. یک ناوشکن متفقین برای از آب گرفتن خدمه او-بوت اعزام گشت. درحالیکه بمب‌افکن‌های هودسون او-۳۳۱ را به سمت ساحل مشایعت می‌کردند و پرچم سفید همچنان بر او-۳۳۱ در احتزاز بود، هواگردهایی از ناو هواپیمابر فورمیدبل اقدام به بستن آن به رگبار مسلسل‌های خود کردند. اژدری به طرف او-بوت شلیک و اصابت آن موجب انفجار بزرگی گشت. او-۳۳۱ به همراه ۳۲ تن از خدمه آن غرق شد. به هر صورت، فون تیزنهاوزن و ۱۶ تن دیگر جان به در بردند. خلبانی که اژدر را به سمت او-۳۳۱ شلیک کرد بعداً محاکمه نظامی شد.
فون تیزنهاوزن به عنوان اسیر جنگی ابتدا به انگلستان و سپس به اردوگاهی در کانادا منتقل گشت. پس از پایان جنگ، سال ۱۹۴۷ آزاد شد و به آلمان بازگشت. پس از چهار سال مجدداً به کانادا مراجعت نمود و به صوت دائمی در آن ساکن شد. ناوسروان هانس-دیتریش فون تیزنهاوزن در نهایت روز ۱۷ اوت سال ۲۰۰۰ در ونکوور درگذشت.